# Nectandra longipetiolata
Nectandra longipetiolata van der Werff – gatunek rośliny z rodziny wawrzynowatych (Lauraceae Juss.). Występuje endemicznie w Kostaryce. 

## Rozmieszczenie geograficzne
Rośnie endemicznie w Kostaryce. Znane jest jedynie z trzech subpopulacji w okolicach miasta Limón we wschodniej części kraju. 

## Morfologia
PokrójZimozielone drzewo dorastające do 8 m wysokości.
LiścieMają eliptyczny kształt. Mierzą 9–17 cm długości oraz 5–8 szerokości. Nasada liścia jest ostrokątna. Liść na brzegu jest całobrzegi. Wierzchołek jest ostry. Ogonek liściowy jest nagi i dorasta do 10–25 mm długości.
KwiatySą zebrane w wiechy. Rozwijają się w kątach pędów. Dorastają do 3–7 cm długości. Płatki okwiatu pojedynczego mają eliptyczny kształt i białą barwę. Są niepozorne – mierzą 2–3 mm średnicy.
OwoceMają elipsoidalny kształt. Osiągają 18 mm długości oraz 10 mm średnicy.

## Biologia i ekologia
Rośnie w lasach pierwotny o dużej wilgotności. Występuje na terenach nizinnych. 

## Ochrona
W Czerwonej księdze gatunków zagrożonych został zaliczony do kategorii EN – gatunków zagrożonych wyginięciem. Głównym zagrożeniem jest przekształcanie lasów pierwotnych na pastwiska. Zjawisko to następowało na dużą skalę w ostatnich 50 latach.